# اکارایپاتو
اکارایپاتو (به لاتین: Akkaraipattu) یک منطقهٔ مسکونی در سری‌لانکا است که در بخش امپرا واقع شده‌است.